# Дупру
Дупру (на френски: Douprou) е град и община в западна Гвинея, регион Боке, префектура Бофа. Населението на общината през 2014 година е 21 045 души.